# Musi
Mus er en biflod til Krishna i staten Telangana i Indien. Mushi har sit udspring i bakkerne i Anantagiri. Den løber gennem byen Hyderabad, hvor det deler den gamle bydel fra den moderne by, før den løber sammen med Krishna ved Wazirabad i distriktet Nalgonda. I 1920 blev der som en del af arbejdet med at opdæmme floden anlagt et reservoir, kaldet Osman Sagar. Vandstanden her er aftaget i sommermånederne, dels på grund af brugen af vand til afgrøderne, og sammen med spildevand, og andre forurenende stoffer har Mushi været et miljømæssigt problem for storbyen Hyderabad.